# Geocapromys brownii
Geocapromys brownii (ямайська хутія, Браунова хутія) — гризун з роду Geocapromys.

## Етимологія
Вид названо на честь доктора Патріка Брауна (англ. Patrick Browne, 1720–1790).

## Опис
Ця хутія короткохвоста схожа на хутію конга, але при довжині тіла 40 см має лише крихітний хвостик в 5 см. Це повністю наземні, а не деревні гризуни, які мешкають у Блакитних горах, на Ямайці, і на маленькому острові Сван, біля берегів Гондурасу. Це рідкісні нічні рослиноїдні тварини, що населяють зарості серед скель.
На Ямайці місцеве населення полювало на них з собаками заради смачного м'яса.
Ця хутія — перебуває під охороною і внесена до Додатку I Конвенції CITES і Міжнародної Червоної книги, де має категорію EN B1ab — (види під загрозою вимирання).